# Armançon
Pour les articles homonymes, voir Armançon (homonymie).

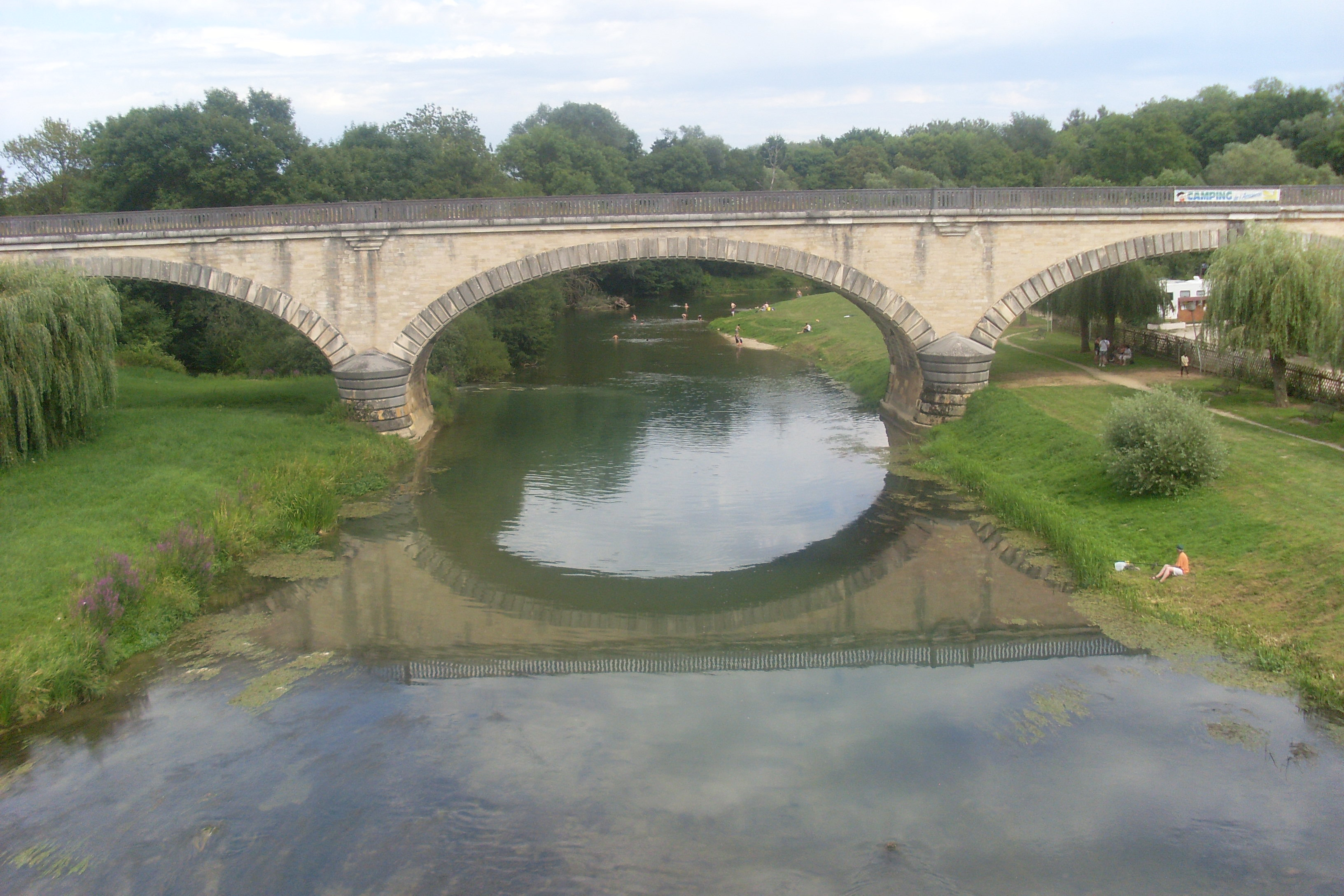
L'Armançon à Saint-Florentin (Yonne).

L'Armançon est une rivière française qui traverse les départements de la Côte-d'Or et de l'Yonne, donc en région Bourgogne-Franche-Comté. Avec une longueur de 202,1 km et un débit moyen de 30 m3/s c'est un affluent droit important de l'Yonne, dans le bassin collecteur de la Seine.

## Étymologie
Cette rivière tire son nom du celtique aar, cours d'eau, rivière.
On dit proverbialement : « L'Armançon, mauvaise rivière et bon poisson », Henri Vincenot écrivant « méchante rivière beaux poissons » dans Le Pape des Escargots.

## Géographie
L'Armançon, rivière de l'Auxois, prend sa source au lieu-dit Pointe des Maillys à l'est du bois de Vêvre, à 400 mètres d'altitude, entre Essey et Thoisy-le-Désert, à 2 km au nord-ouest de Meilly-sur-Rouvres dans le département de la Côte-d'Or.
Il se jette dans l'Yonne en rive droite, à 81 mètres d'altitude, à la gorge-d'Armançon en limite des communes de Cheny et Migennes, dans le département de l'Yonne.
Par sa longueur de 202,1 km, l'Armançon est la 37e rivière de France.
L'Armançon serpente au milieu des vallées de l'As que sont les deux vallées de l'Armançon et du Serein. Elle est longée par le canal de Bourgogne à partir du confluent avec la Brenne, jusqu'à Migennes sur l'Yonne.

### Départements et principales villes traversés
- Côte-d'Or : Semur-en-Auxois
- Yonne : Ancy-le-Franc, Tonnerre, Saint-Florentin, Brienon-sur-Armançon, Migennes
- dans l'Aube, l'Armançon est à la limite de la Champagne-Ardennes et de la commune de Marolles-sous-Lignières.

### Communes et cantons traversés
L'Armançon traverse soixante-dix communes et quatorze cantons soit, dans le sens amont vers aval :
En Côte-d'Or
- Essey
- Meilly-sur-Rouvres
- Thoisy-le-Désert
- Chailly-sur-Armançon
- Bellenot-sous-Pouilly
- Éguilly
- Gissey-le-Vieil
- Beurizot
- Saint-Thibault
- Normier
- Clamerey
- Marcigny-sous-Thil
- Brianny
- Montigny-sur-Armançon
- Le Val-Larrey
- Pont-et-Massène
- Semur-en-Auxois
- Millery
- Genay
- Villaines-les-Prévôtes
- Viserny
- Athie
- Senailly
- Saint-Germain-lès-Senailly
- Quincy-le-Vicomte
- Quincerot
- Saint-Rémy
- Buffon
- Rougemont

Dans l'Yonne
- Aisy-sur-Armançon
- Perrigny-sur-Armançon
- Cry
- Nuits
- Ravières
- Villiers-les-Hauts
- Chassignelles
- Fulvy
- Ancy-le-Franc
- Argenteuil-sur-Armançon
- Pacy-sur-Armançon
- Vireaux
- Lézinnes
- Ancy-le-Libre
- Argentenay
- Tanlay
- Saint-Martin-sur-Armançon
- Tonnerre
- Junay
- Dannemoine
- Vézinnes
- Cheney
- Tronchoy
- Roffey
- Marolles-sous-Lignières
- Bernouil
- Flogny-la-Chapelle
- Villiers-Vineux
- Percey
- Butteaux
- Jaulges
- Germigny
- Chéu
- Saint-Florentin
- Vergigny
- Mont-Saint-Sulpice
- Brienon-sur-Armançon
- Esnon
- Ormoy
- Cheny
- Migennes
- Charmoy.

En termes de cantons, l'Armançon prend source dans le canton de Pouilly-en-Auxois, traverse les canton de Vitteaux, canton de Précy-sous-Thil, canton de Semur-en-Auxois, canton de Montbard, canton d'Ancy-le-Franc, canton de Cruzy-le-Châtel, canton de Tonnerre, canton de Flogny-la-Chapelle, canton d'Ervy-le-Châtel, canton de Saint-Florentin, canton de Seignelay, canton de Brienon-sur-Armançon, et conflue sur le canton de Migennes.

### Toponymes
L'Armançon a donné son hydronyme aux neuf communes suivantes d'Aisy-sur-Armançon, Argenteuil-sur-Armançon, Brienon-sur-Armançon, Chailly-sur-Armançon, Montigny-sur-Armançon, Nuits-sur-Armançon (non officiel), Pacy-sur-Armançon, Perrigny-sur-Armançon et Saint-Martin-sur-Armançon.

### Organisme gestionnaire
La gestion de l'Armançon et de ses affluents est assurée par le SMBVA (Syndicat mixte du bassin versant de l'Armançon), établissement public créé en 2016 et basé à Tonnerre.

## Principaux affluents

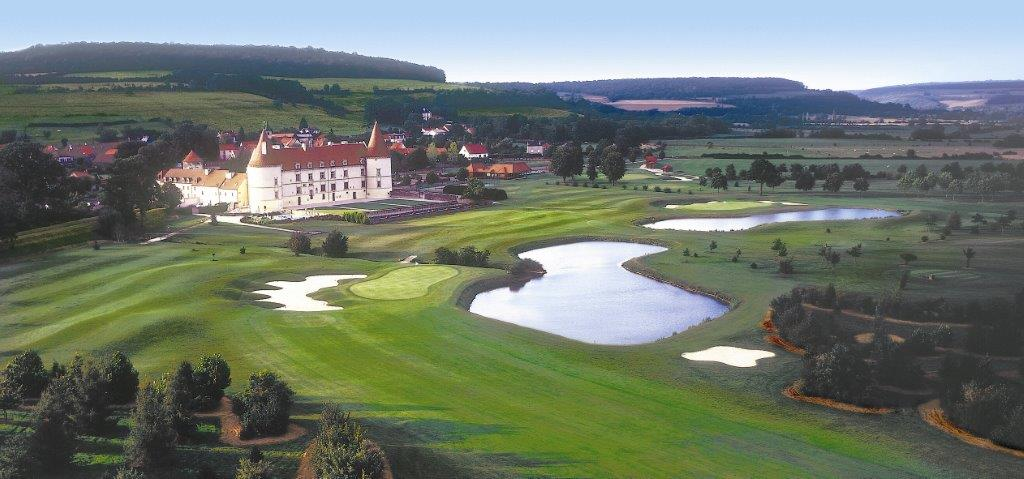
Château de Chailly-sur-Armançon - pièces d'eau alimentées par le ru Billon.

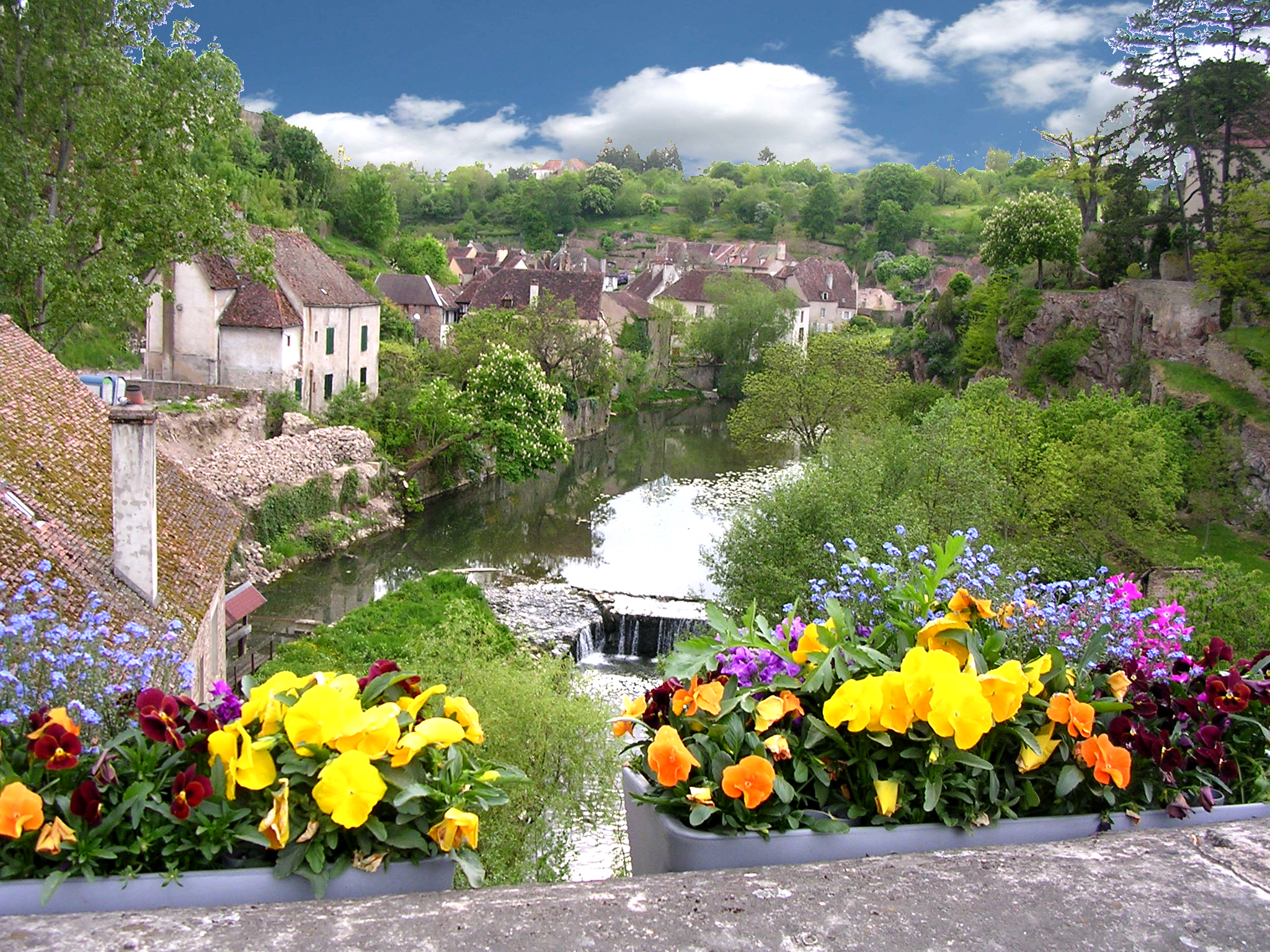
Semur-en-Auxois : l'Armançon depuis le pont Joly.

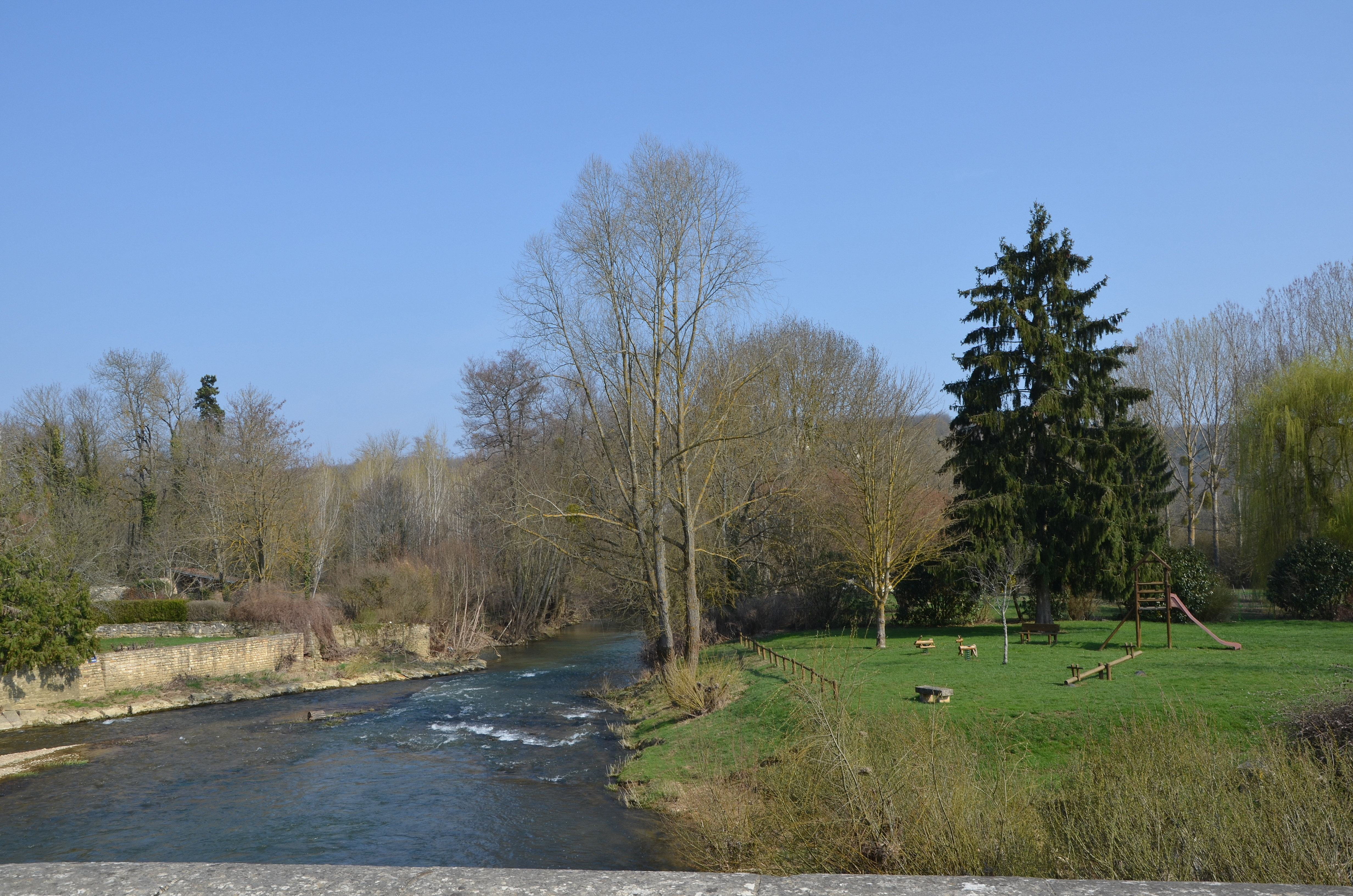
L'Armançon à Cry.

L'Armançon a cinquante-et-un affluents référencés dont neuf sont des bras de l'Armançon :
- le ruisseau de Meilly (rive droite), 4,3 km.
- le ru de la Motte[Affluent 1] (rive droite), 3,9 km, conflue sur Bellenot-sous-Pouilly.
- le ru Billon[Affluent 2] (rive gauche), 4,8 km, conflue sur Chailly-sur-Armançon, qui rencontre à Chailly-sur-Armançon son « affluent » :
  - la rigole de Thorey-sous-Charny[Affluent 3] (rive gauche), 9,8 km.
- le ruisseau de Martrois[Affluent 4] (rive droite), 3,2 km sur Martrois et Éguilly.
- la Brionne[Affluent 5] (rive droite), 7,5 km sur les trois communes de Soussey-sur-Brionne, Éguilly et pour ses derniers 185 m sur Gissey-le-Vieil.
- le Saussis (rive droite), 4,08 km, conflue sur Beurizot.
- le ruisseau de Thorey[Affluent 6] (rive gauche), 5,9 km, passe sur Gissey-le-Vieil, Thorey-sous-Charny et conflue sur Beurizot.
- le ru de Noidan (rive gauche), 4,4 km, passe sur Noidan, Charny, Thorey-sous-Charny, Normier et conflue sur Normier en face du moulin de Saint-Thibault sur Saint-Thibault.
- le ruisseau de la Maltière (rive droite), 4,4 km, prend source et conflue sur Saint-Thibault.
- la Noue (rive droite), 1,6 km, prend source sur Saint-Thibault et conflue sur Normier.
- le ru des Gorgeas[Affluent 7] (rive droite), 5,3 km, coule uniquement sur Clamerey où il prend naissance vers Saucy et conflue vers la station de pompage.
- le ruisseau de Lédavrée (rive gauche), 4,2 km, coule sur Fontangy, Clamerey et conflue à Marcigny-sous-Thil.
- le ruisseau de Nan-sous-Thil[Affluent 8] (rive gauche), 3,9 km, prend naissance à Nan-sous-Thil et conflue à Marcigny-sous-Thil.
- le ruisseau de la Prée'[Affluent 9] (rive droite), 4,8 km sur les trois communes de Charigny, Villeneuve-sous-Charigny et Montigny-sur-Armançon.
- le ruisseau de Pisserotte (rive gauche), 0,5 km, coule uniquement sur Montigny-sur-Armançon où il conflue près du moulin de la Ronce.
- le ruisseau du Larrey[Affluent 10] (rive gauche), 3,7 km, appelé ruisseau la Malaise jusqu'à la confluence du Bourgeon en aval de Flée sur les deux communes de Bierre-lès-Semur et de  Flée où il conflue dans le lac de Pont. Il a deux affluents :
  - le ru Bourgeon (rive droite).
  - le ru d'Allerey[Affluent 11] (rive gauche), 1,5 km sur la seule commune de Flée.
- le ruisseau des Pralats (rive gauche), 0,5 km, se déverse dans le lac de Pont.
- le ruisseau du Peut Crot[Affluent 12] (rive droite), 1,3 km sur la seule commune de Montigny-sur-Armançon, se déverse dans le lac de Pont.
- le ru de Troillerons (F3307000)[Affluent 13] (rive droite), 6,1 km, traverse Souhey, Saint-Euphrône et Pont-et-Massène où il conflue 400 m en aval du barrage du lac de Pont. Il s'appelle d'abord le ruisseau de Chazel sur ses 650 premiers mètres de parcours (sur Marigny-le-Cahouët près du canal de Bourgogne), puis le ruisseau de Gène sur 900 m sur Chassey et 1 200 m sur Saint-Euphrône, après il devient la Prée[Affluent 14] et reçoit :
  - le Bialon[Affluent 15] (rive gauche), 3,2 km, lui-même formé des :
    - le ruisseau de la Louâme[Affluent 16] (rive gauche), 2,2 km ;
    - le ruisseau de Pré Rateau[Affluent 17] (rive gauche), 1,9 km ;

  - le ruisseau de Ladrée (rive droite), 3,4 km ;
  - le ru des Ras[Affluent 18] (rive droite), 2,1 km.
- le ru Mariotte[Affluent 18] (rive droite), 980 m.
- le ru de Putain[Affluent 19] (rive droite), 2,7 km, avec deux affluents :
  - le ru Forot[Affluent 20] (rive gauche), 2,5 km.
  - le ru du Breuil[Affluent 21] (rive droite), 1,2 km.
- ru de 2,5 km (rive droite) juste en amont de Semur-en-Auxois.
- le ru de Chênot[Affluent 22] (rive gauche), 5,2 km.
- ru de 3,2 km (rive droite) juste en aval de Semur-en-Auxois.
- le Cernant[Affluent 23]  (rive gauche), 9 km sur les deux communes de Millery et Vic-de-Chassenay avec un affluent :
  - le ru de Séneçon[Affluent 24] (rive gauche), 1,6 km sur la seule commune de Millery.
- le ru de Bierre[Affluent 25] (rive droite, en amont de Genay), 3,9 km sur les deux communes de Genay et Millery. Il s'appelle le ruisseau de Grande Haie[Affluent 26] sur 3 km sur les deux communes de Millery et Semur-en-Auxois.
- le ru Baudot[Affluent 27] (rive gauche, en aval de Genay), 5,7 km sur Vic-de-Chassenay, Millery et Genay.

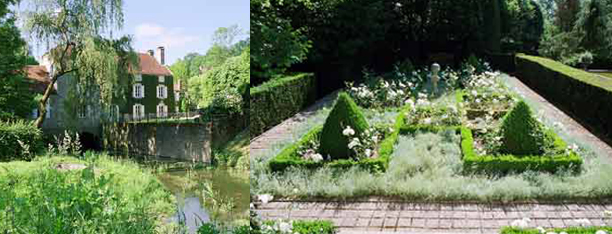
La Louême au moulin d'Athie.

- le ruisseau du Riot[Affluent 28] (rive droite, aval de Genay), 2,6 km
- le ru des Comes (rive droite), 4,2 km, sur Villaines-les-Prévôtes.
- le ruisseau de la Louème, d'abord nommé ruisseau du Pré Prunelle, reçoit :
  - le ru de la Riotte (rive gauche)
  - le ru des Vaux (rive gauche)
    - le ru des Îles (rive gauche)

  - le ruisseau de la Prée, qui s 'appelle d'abord le ru d'Acier jusqu'à Jeux-lès-Bard, reçoit :
    - le ru du Morin (rive gauche).
- le ruisseau de la Réôme[Affluent 29] (rive gauche), 7,3 km, conflue à Athie.
- le ruisseau de la Belle Fontaine[Affluent 30] (rive droite), 2,1 km, conflue en aval de Senailly.
- le ruisseau de Prêles[Affluent 31] (rive gauche), 2,1 km, prend source et conflue à Quincy-le-Vicomte.
- la Brenne[Affluent 32] (rive droite), 71,7 km sur 27 communes et avec trente affluents.
- le ruisseau de Bornant[Affluent 33] (rive gauche), 16,2 km sur six communes, conflue moitié sur Rougemont (Côte-d'Or) moitié sur Aisy-sur-Armançon (Yonne. Il a deux affluents :
  - le ru du Clos[Affluent 34] (rive gauche), 3,4 km, Vassy-sous-Pisy et Fain-les-Moutiers ;
    - le ru du Vau[Affluent 35], 2,7 km, Vassy-sous-Pisy et Bierry-les-Belles-Fontaines.
- la Rufosse, conflue à Ravières (Yonne).
- le ruisseau de Rué (rive gauche), conflue sur Villiers-les-Hauts.
- le Bief du Moulin[Affluent 36] (rive gauche), forme un bras de 4,2 km de long sur Argenteuil-sur-Armançon et Pacy-sur-Armançon. Il reçoit un affluent :
  - le ru de Balcey[Affluent 37] (rive gauche), 2,7 km sur Argenteuil-sur-Armançon.
- le ru de Ravisy[Affluent 38] (rive gauche), 2,1 km, conflue à Tanlay.
- le ru de Baon[Affluent 39] (rive droite), 23,4 km, conflue à Tanlay. En amont il s'appelle d'abord le ruisseau des Froides Fontaines[Affluent 40],[Affluent 41] jusqu'à Baon, où il devient le ru de Baon. À 1,7 km en amont de Baon, il reçoit en rive gauche le ruisseau de Bouteillier, cours d'eau saisonnier provenant de Stigny, Gland et Pimelles
  - le ru de Mélissey[Affluent 42] (rive droite), 11,7 km, prend naissance sur Melisey, coule sur Saint-Martin-sur-Armançon et conflue à Tanlay.
- le ru Saint-Jean[Affluent 43] (rive gauche), 1,8 km, sur Tonnerre.
- le ruisseau de Vézinnes[Affluent 44] (rive gauche), 3,1 km sur Junay et Vézinnes, confluant moitié sur Vézinnes et moitié sur Cheney.
- le ru du Beau[Affluent 45] (rive droite), 7,6 km sur deux communes : il prend naissance sur  Lignières et conflue à Marolles-sous-Lignières ,
- Le ru de la Madeleine[Affluent 46] (rive droite), 6 km sur deux communes et deux départements : Marolles-sous-Lignières (Aube) et confluence à Flogny-la-Chapelle (Yonne). Il reçoit un affluent :
  - le ru de la Chapelle[Affluent 47] (rive gauche), 2,7 km sur Marolles-sous-Lignières.
- le ru des Épris[Affluent 48] (rive droite), 1,4 km en provenance de La Chapelle-Vieille-Forêt sur Flogny-la-Chapelle.
- le ru des Brosses[Affluent 49] (rive gauche), 2,8 km sur Carisey et Flogny-la-Chapelle.
- le Cléon[Affluent 50] (rive gauche), 18,5 km sur huit communes avec cinq affluents, conflue à Flogny-la-Chapelle en limite de Villiers-Vineux.
- le ru de Couru[Affluent 51] (rive droite), 4,1 km, naît sur Flogny-la-Chapelle, conflue à Percey
- le ru Marbrier[Affluent 52] (rive gauche), 5,3 km sur trois communes : il prend source à la fontaine de Méré, coule sur Percey et conflue sur la commune de Villiers-Vineux.
- le ru de Biot[Affluent 53] (rive droite), 4,3 km entièrement sur Percey.
- le ru du Clos[Affluent 54] (rive droite), 1,7 km sur Butteaux et Germigny.
- l'Armance[Affluent 55] (rive droite), 47,7 km sur 19 communes avec vingt-et-un affluents référencés. Elle conflue à Saint-Florentin (Yonne).
- la Roise[Affluent 56] (rive gauche), 7,1 km sur Ligny-le-Châtel et Chéu, conflue sur Vergigny en limite de Saint-Florentin.
- le ru du Vivier[Affluent 57] (rive gauche), 2,2 km, prend naissance sur Mont-Saint-Sulpice, traverse Vergigny et conflue sur Saint-Florentin.
- le Créanton[Affluent 58]  (rive droite), 18,7 km sur cinq communes avec cinq affluents.

## Navigation
Cette rivière, de 2e catégorie du point de vue piscicole, est navigable depuis le confluent avec la Brenne pour de belles randonnées en canoë-kayak au départ des villages de Cry et de Lézinnes. Les courants étant peu véloces et le cours de la rivière parsemé d'écluses ou autres aménagements, il faut compter plusieurs jours de navigation sans moteur.
Noter qu'immédiatement en aval de Thoisy-le-Désert, le cours d'eau passe sous l'aqueduc de la rigole d'alimentation de 4,3 km entre le réservoir de Cercey et l'écluse n° 1 du canal de Bourgogne.

## Hydrologie

### L'Armançon à Brienon-sur-Armançon
Le débit de l'Armançon a été observé sur une période de 43 ans (1966-2008), à la station hydrologique de Brienon-sur-Armançon, localité du département de l'Yonne située à une dizaine de kilomètres de son confluent avec l'Yonne .
Le module de la rivière à Brienon-sur-Armançon est de 29,7 m3/s. La surface étudiée du bassin versant à cet endroit est de 2 990 km2, soit 97,2 % du bassin versant total de 3 077 km2.
L'Armançon présente des fluctuations saisonnières de débit moyen typiques des rivières du sud-est du bassin parisien (Yonne, Arroux, Cure et aussi Dheune et Ouche). Les hautes eaux se déroulent en hiver, et portent le débit mensuel moyen à un niveau de 45,1 à 62,1 m3/s, de décembre à mars inclus (avec un maximum en février), et des basses eaux d'été, de juillet à septembre, avec une baisse du débit mensuel moyen jusqu'au niveau de 7,72 m3/s au mois d'août. Mais ces moyennes mensuelles cachent des variations bien plus importantes.

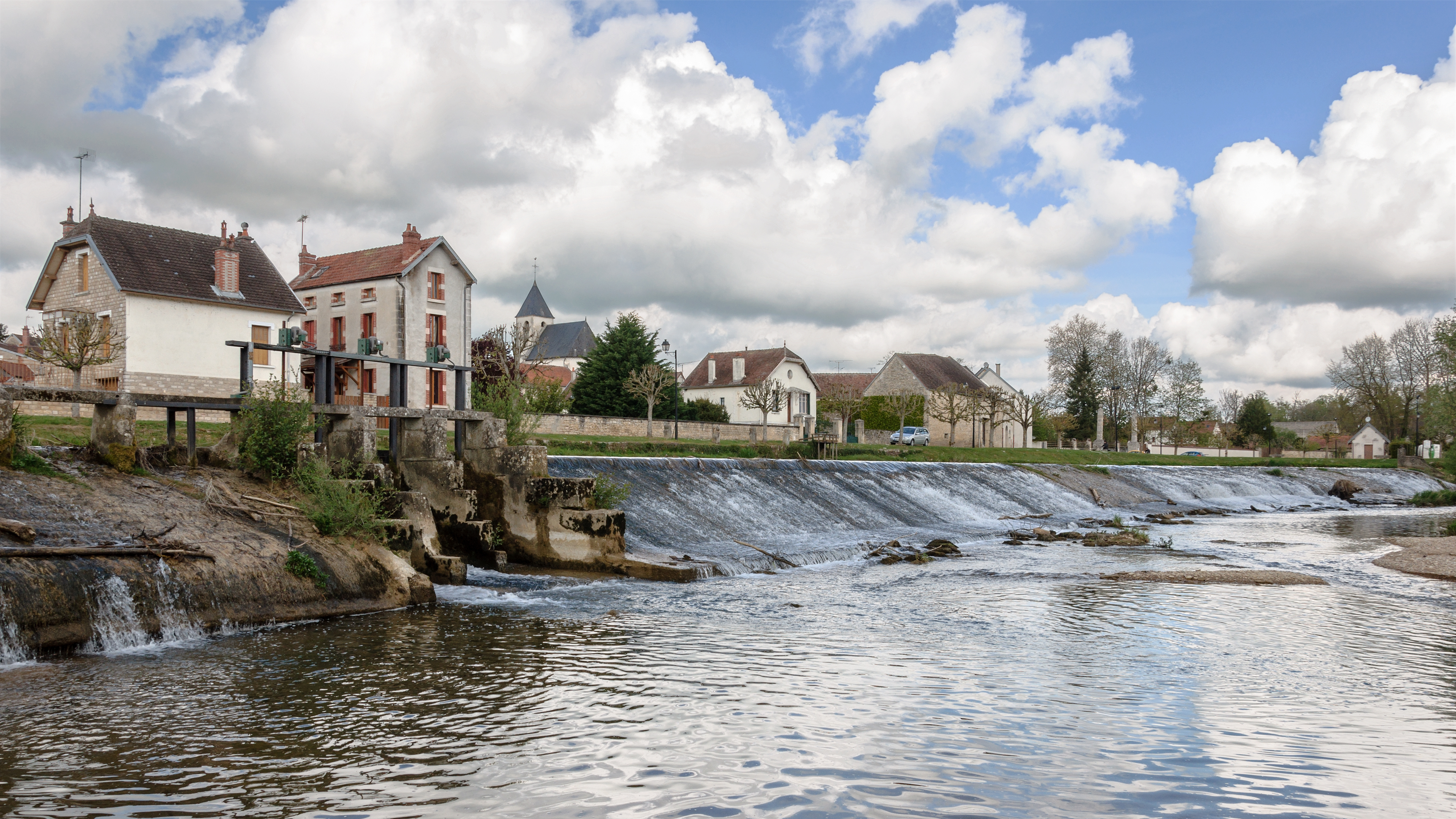
L'Armançon à Nuits.

### Étiage ou basses eaux
À l'étiage, c'est-à-dire aux basses eaux, le VCN3, ou débit minimal du cours d'eau enregistré pendant trois jours consécutifs sur un mois, en cas de quinquennale sèche peut chuter jusque 1,9 m3/s.

### Crues
Ce sont surtout les crues qui peuvent être importantes et qui sont assez fréquentes. L'Armançon est surveillé à Brienon par Vigicrues, avec publication de son niveau toutes les six heures.
Le débit instantané maximal enregistré a été de 349 m3/s le 11 janvier 1982, tandis que la valeur journalière maximale a été de 338 m3/s à la même date. Le QIX 2 et le QIX 5 valent respectivement 200 et 280 m3/s. Le QIX 10 est de 340 m3/s et le QIX 20 se monte à 400 m3/s. Quant au QIX 50, il est de 460 m3/s.
À titre de comparaison, le QIX 10 de l'Eure à Cailly-sur-Eure vaut 90 m3/s pour un bassin de 4 598 km2, tandis que son QIX 50 est de 120 m3/s. Le QIX 10 comme le QIX 50 de l'Armançon dépassent de près de quatre fois ceux de l'Eure, alors que le bassin versant de ce dernier est de moitié plus étendu.

### Lame d'eau et débit spécifique
La lame d'eau écoulée dans le bassin de l'Armançon est de 315 mm/an, ce qui est assez semblable à la moyenne d'ensemble de la France (320 mm/an), mais nettement supérieur à la moyenne de la totalité du bassin versant de la Seine (240 mm/an). Le débit spécifique (ou Qsp) atteint 9,9 litres par seconde et par kilomètre carré de bassin.

### Débit des cours d'eau du bassin de l'Armançon
| Nom      | Localité             | Débits en m3/s | Débits en m3/s | Débits en m3/s | Débits en m3/s | Débits en m3/s | Débits en m3/s | Débits en m3/s | Côte max(m) | Max. instant. | Max. journ. | Lame d'eau (mm) | Surface (km2) |
| Nom      | Localité             | Module         | VCN3 (étiage)  | QIX 2          | QIX 5          | QIX 10         | QIX 20         | QIX 50         | Côte max(m) | Max. instant. | Max. journ. | Lame d'eau (mm) | Surface (km2) |
| -------- | -------------------- | -------------- | -------------- | -------------- | -------------- | -------------- | -------------- | -------------- | ----------- | ------------- | ----------- | --------------- | ------------- |
| Armançon | Brianny              | 1,63           | 0,012          | 32             | 50             | 62             | 73             | 88             | 2,41        | 87            | 63,1        | 232             | 223           |
| Armançon | Quincy-le-Vicomte    | 3,44           | 0,150          | 45             | 63             | 75             | 87             | 100            | 3,65        | 107           | 86,3        | 228             | 476           |
| Brenne   | Montbard             | 7,83           | 0,150          | 81             | 100            | 120            | 130            | -              | 3,87        | 133           | 115         | 339             | 732           |
| dont Oze | Darcey               | 2,55           | 0,014          | 27             | 41             | 49             | 58             | -              | -           | 50,5          | 40,3        | 394             | 205           |
| Armançon | Aisy-sur-Armançon    | 12,3           | 0,310          | 130            | 180            | 210            | 240            | -              | 2,62        | 241           | 185         | 289             | 1 350         |
| Armançon | Tronchoy             | 19,7           | 1,000          | 160            | 230            | 270            | 310            | -              | 2,77        | 294           | 267         | 316             | 1 970         |
| Armançon | Jaulges              | 20,6           | 1,200          | 120            | 170            | 210            | 240            | 280            | 3,71        | 206           | 192         | 302             | 2 160         |
| Armance  | Chessy-les-Prés      | 3,78           | 0,220          | 27             | 38             | 45             | 53             | 62             | 3,30        | 58,3          | 50,4        | 250             | 480           |
| Armançon | Brienon-sur-Armançon | 29,6           | 1,900          | 190            | 280            | 330            | 390            | 450            | 4,49        | 349           | 338         | 314             | 2 990         |

## Ancienne ville d'Armançon à la source de la rivière?

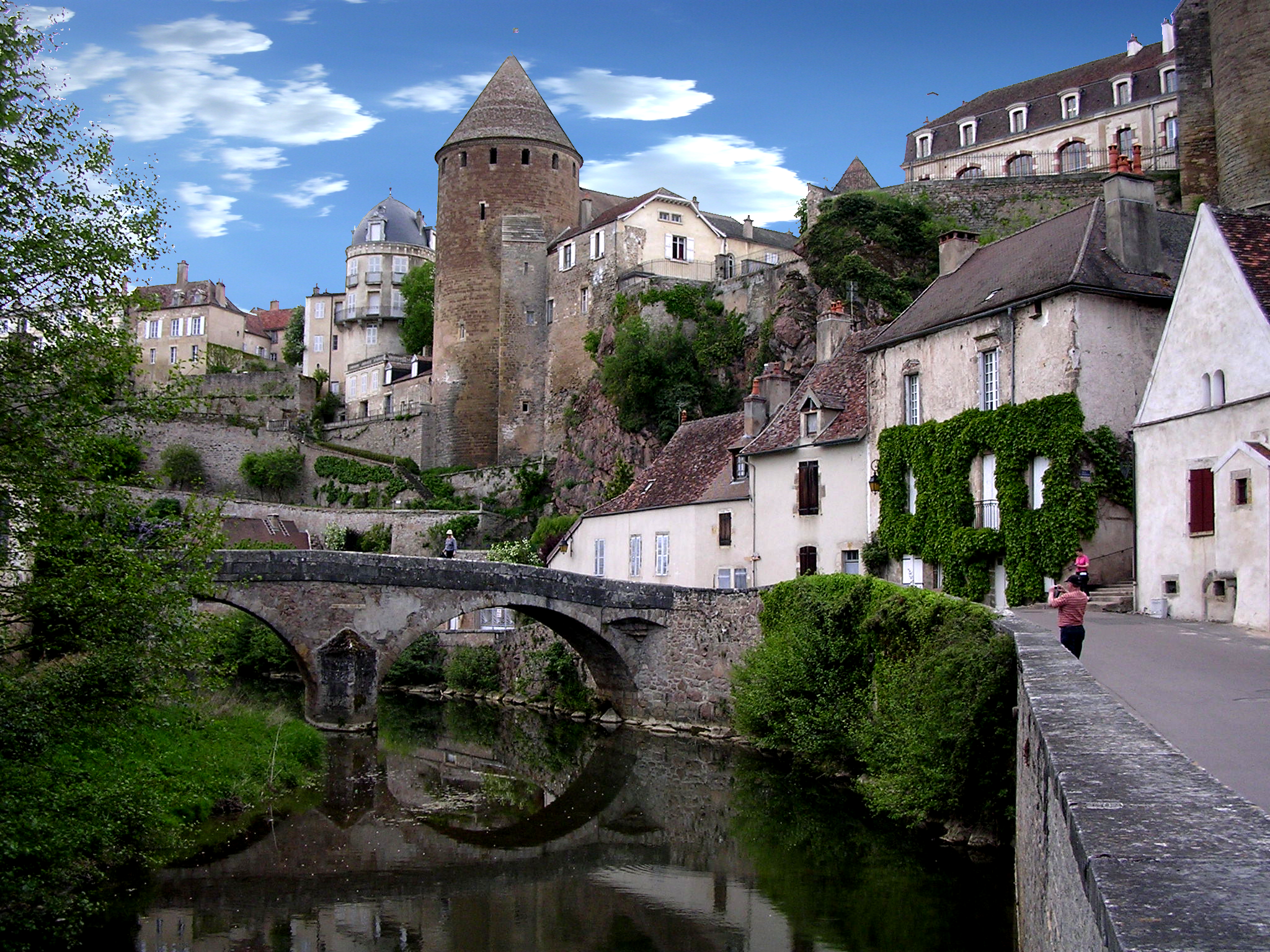
Semur-en-Auxois : l'Armançon et le pont Pinard.

En 1862, à la demande d'Arcisse de Caumont président de la Société française d'archéologie, Jacques-Ferdinand Prévost  présente à la XXIVe session annuelle du Congrès archéologique de France le résultat de ses récentes investigations archéologiques. Après avoir exposé ses études sur les murs de forteresse vitrifiés, il rapporte les faits suivants :
La rivière d'Armançon prend sa source sur le territoire du village d'Essey à 1 kilomètre de ce dernier, qui dépend du canton de Pouilly-en-Auxois, arrondissement de Beaune. Le nom de Essey aurait une origine celtique, transformée par le latin du Moyen Âge en Acceicam ou Àcciacum. On trouve dans les champs voisins une grande étendue de terrain au sol noirci de cendres et jonché de tuiles à rebords, de pierres de substructions, de scories et de pierres rongées par le feu. Selon la tradition la ville d'Armançon, qui se serait tenue là, aurait été détruite par un incendie. À environ 600 mètres de l'Armançon et bien que le terrain soit encultivé, on peut suivre les traces d'une voie romaine sur une longueur importante.
Trois cultivateurs ont ouvert des fossés le long des murets qui longent leurs champs, à peu de distance de l'Armançon, pour enfouir les pierres ramassées de ces champs. Au lieu du terrain naturel attendu, ces fossés ont livré des décombres de bâtiments (sables, chaux, tuiles de toute espèce, pavés, etc.) ainsi que des “corniches, chapiteaux, fûts de colonnes en pierre et débris de marbre monumental, torse d'une statue et deux têtes sculptées en relief, quantité innombrable de poteries rouges à dessins et monnaies grand-bronze de la fin du Haut Empire romain.” Une fouille plusieurs années auparavant, effectuée par MM. le maire et le curé du lieu, avait dévoilé une mosaïque formée de cubes blancs, bleus et verts. Une pierre sculptée de la même provenance, représentant un char attelé de deux chevaux avec leur conducteur, a été acquise par le marquis de Villers-la-Faye puis par le musée de Dijon.

### Références

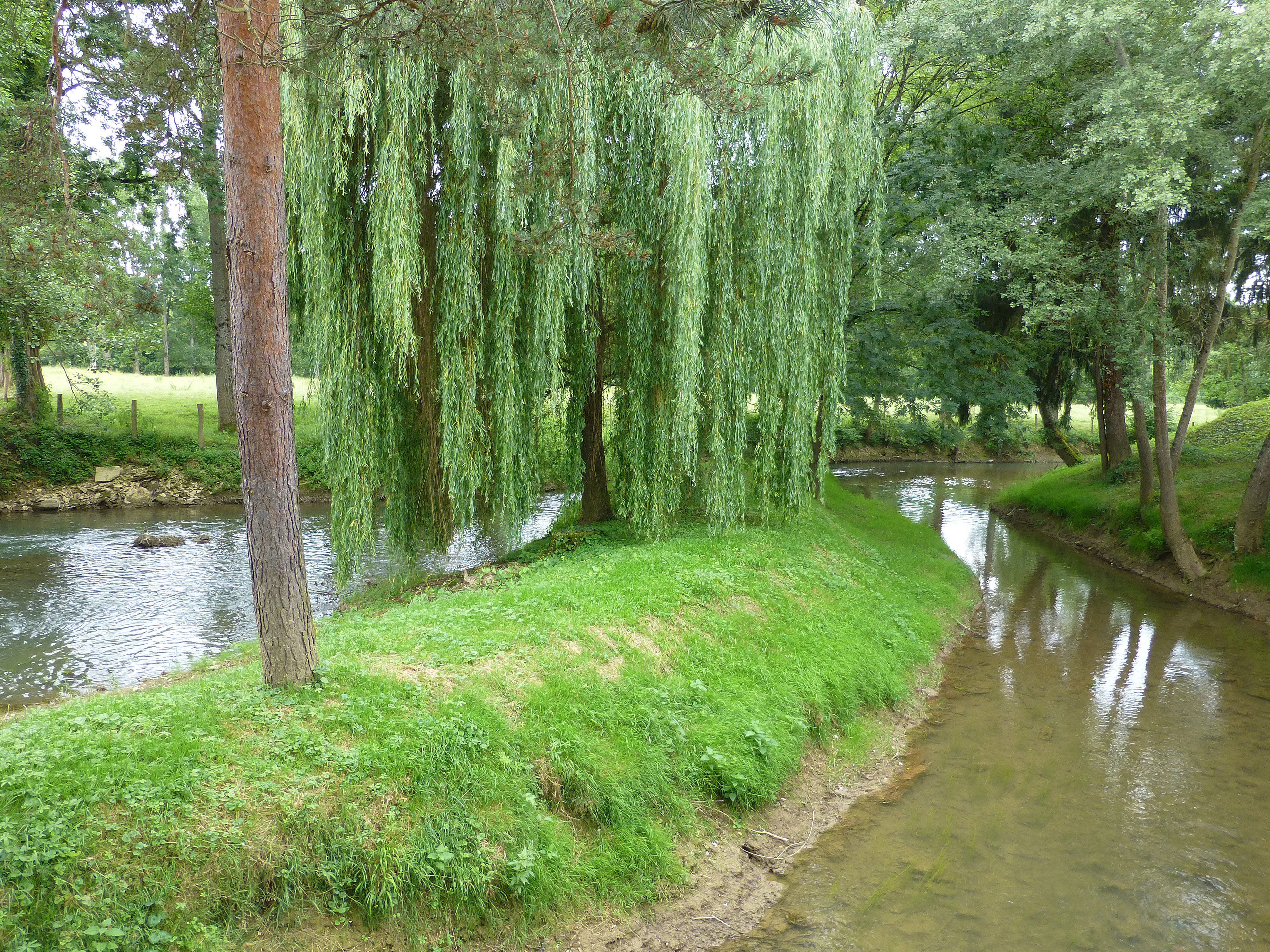
Aux forges de Buffon (Côte-d'Or).
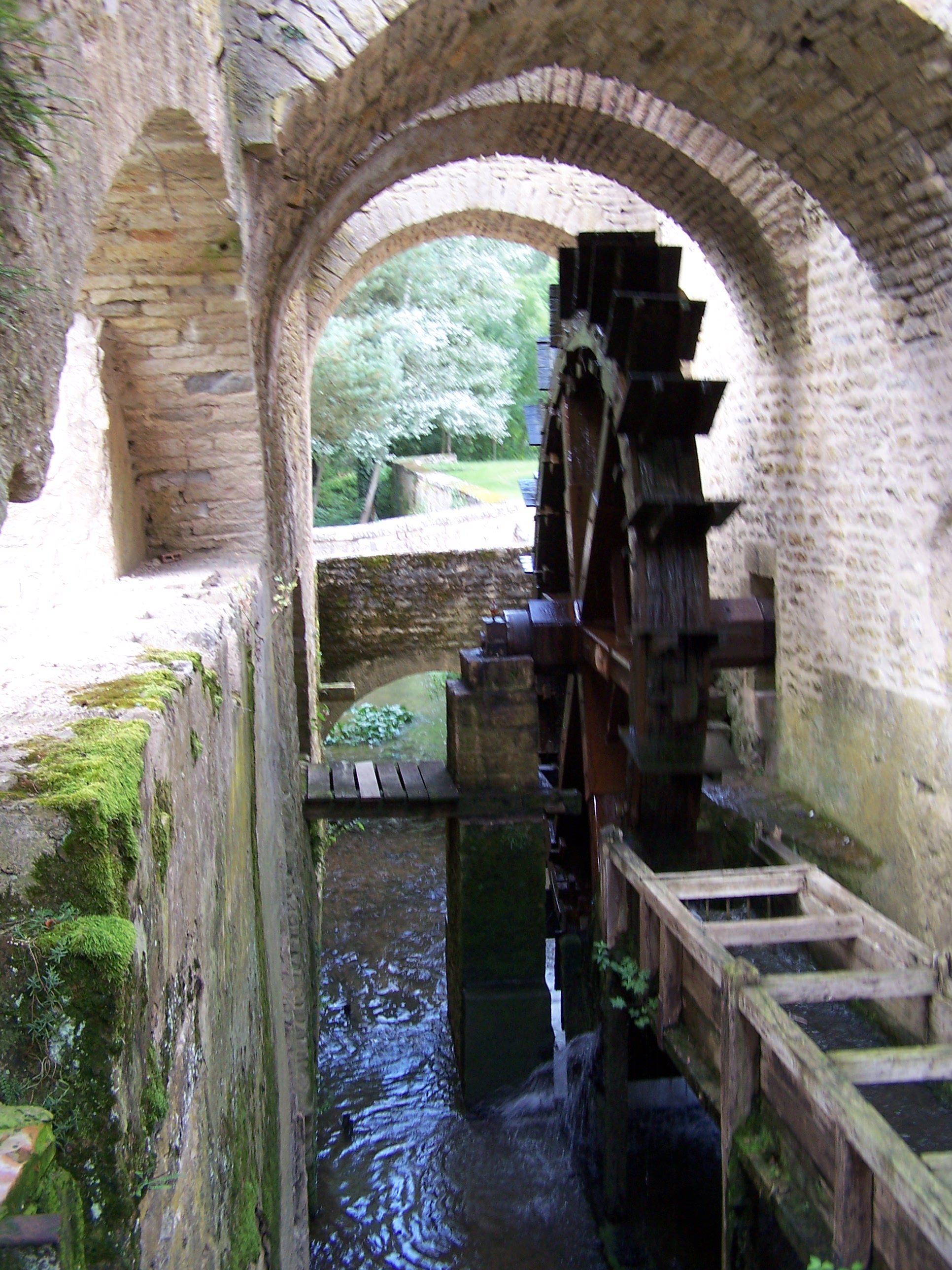
La roue à aubes des forges de Buffon sur les eaux de l'Armançon.
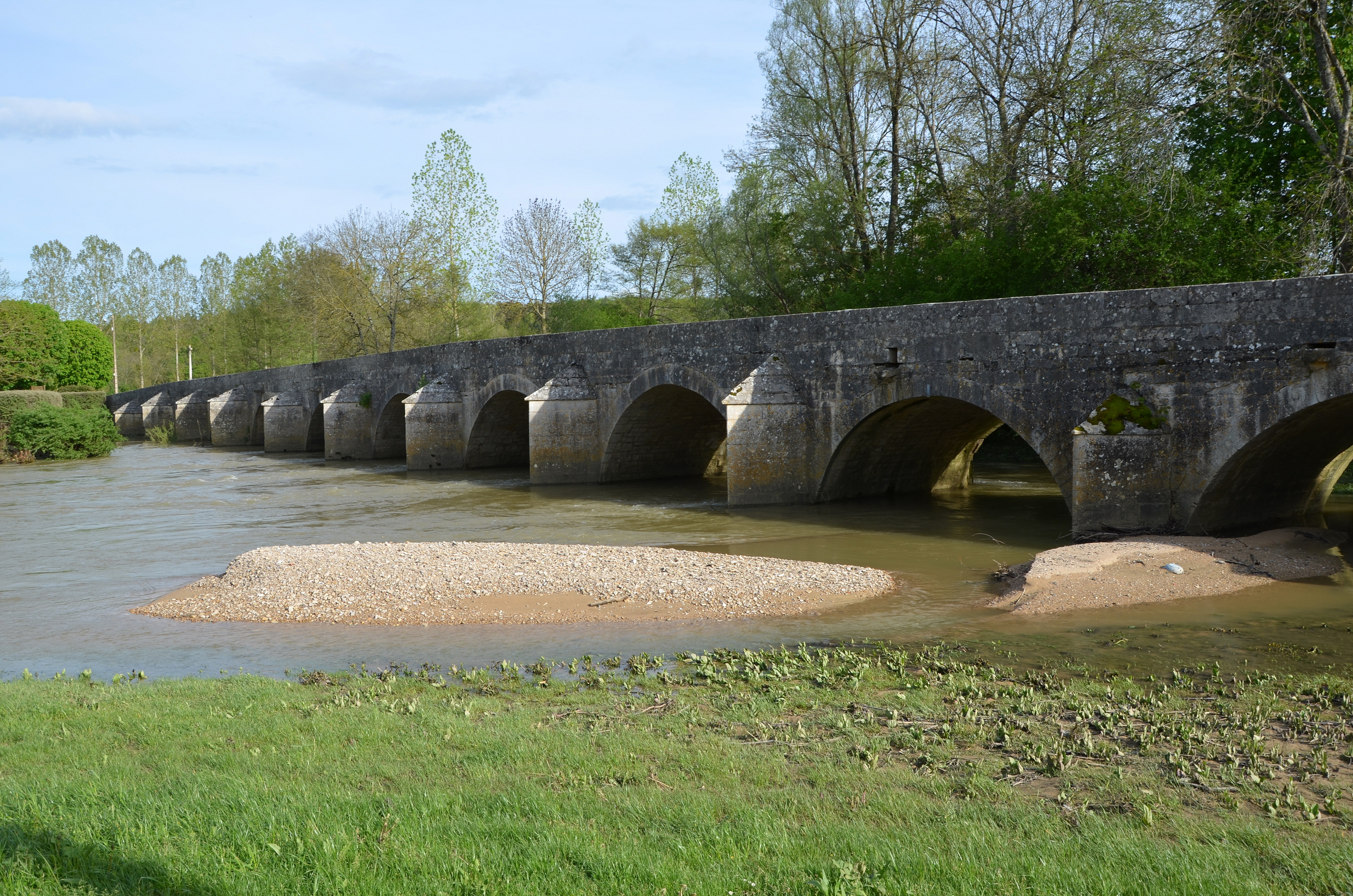
Pont à Cry.
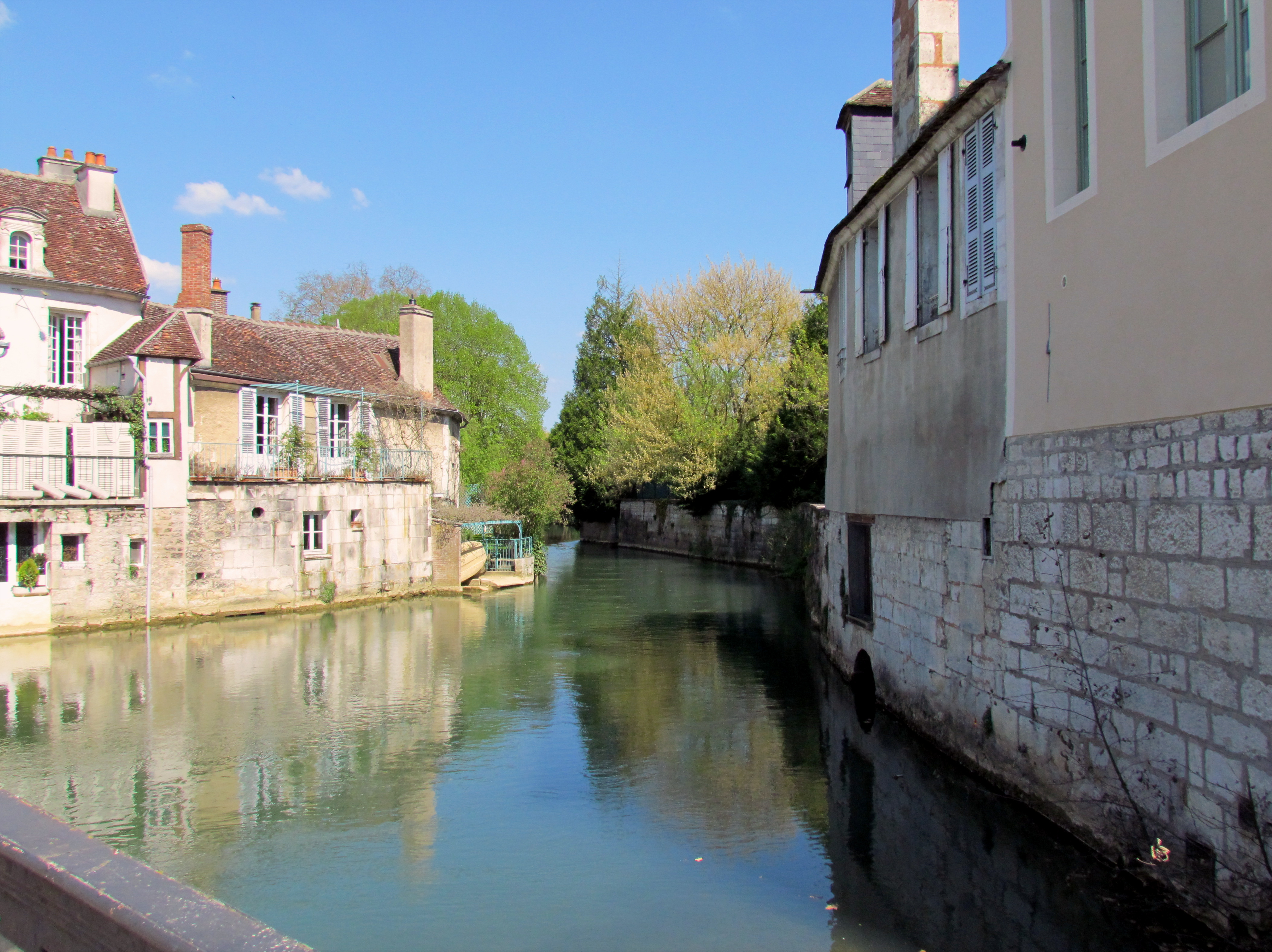
L'Armançon à Tonnerre.
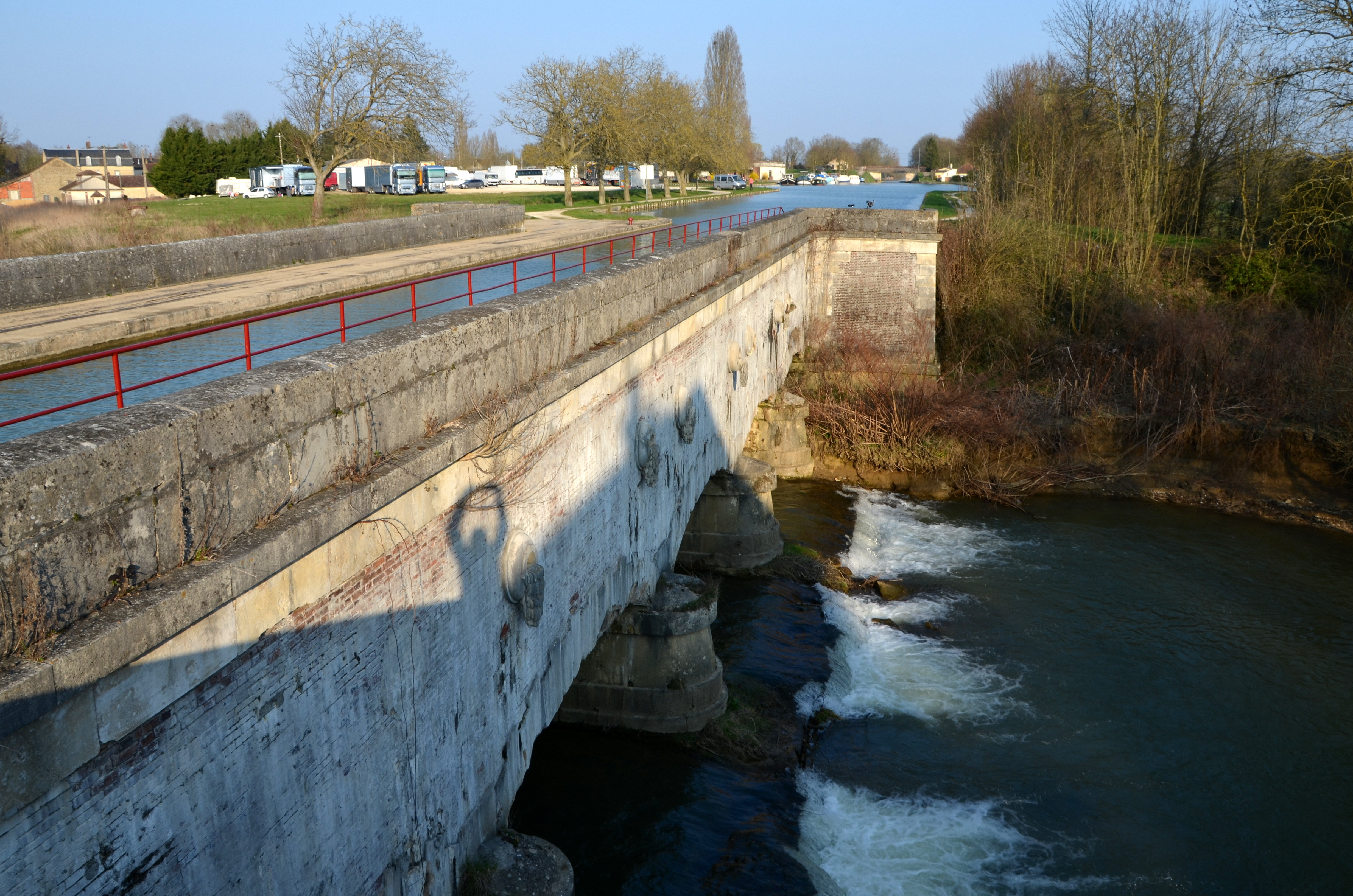
Pont-canal de Saint-Florentin (Yonne) juste avant la confluence de l'Armance avec l'Armançon.